# Hexisopus swarti
Espèce
Hexisopus swarti est une espèce de solifuges de la famille des Hexisopodidae.

## Distribution
Cette espèce est endémique de Namibie. Elle se rencontre vers Vegkop.

## Publication originale
- Lawrence, 1968 : A contribution to the solifugid fauna of southern Africa (Arachnida). Annals of the Transvaal Museum, vol. 26, no 3, p. 53-77.